# Короленковское (сельское поселение)
Короленковское — упразднённое муниципальное образование со статусом сельского поселения в Кизнерском районе Удмуртии Российской Федерации.
Административный центр — село Короленко.
25 июня 2021 года упразднено в связи с преобразованием муниципального района в муниципальный округ.

## История
Статус и границы сельского поселения установлены Законом Удмуртской Республики от 15 ноября 2004 года № 62-РЗ «Об установлении границ муниципальных образований и наделении соответствующим статусом муниципальных образований на территории Кизнерского района Удмуртской Республики».

## Население
| 2010 | 2012 | 2013 | 2014 | 2015 | 2016 | 2017 |
| ---- | ---- | ---- | ---- | ---- | ---- | ---- |
| 491  | ↘471 | ↘453 | ↘431 | ↘411 | ↘397 | ↘374 |
| 2018 | 2019 | 2020 |      |      |      |      |
| ↘371 | ↘356 | ↘344 |      |      |      |      |

## Состав сельского поселения
| № | Населённый пункт | Тип населённого пункта       | Население |
| - | ---------------- | ---------------------------- | --------- |
| 1 | Асинер           | деревня                      | ↘56       |
| 2 | Короленко        | село, административный центр | ↘253      |
| 3 | Мултан           | деревня                      | ↘2        |
| 4 | Новый Мултан     | деревня                      | ↘100      |
| 5 | Старый Ягул      | деревня                      | ↘0        |

В октябре 2015 года была упразднена деревня Чулья.